# Nola ronkayorum
Nola ronkayorum is een nachtvlinder uit de familie van de visstaartjes (Nolidae). 
De wetenschappelijke naam van de soort is voor het eerst geldig gepubliceerd door Beshkov in 2006.
De soort komt voor in Europa.